# Partido de la Libertad Cívica
El Partido de la Libertad Cívica (en húngaro: Polgári Szabadságpárt) fue un partido político húngaro de ideología liberal que se fundó durante el periodo de entreguerras.

## Historia
El partido fue fundado en 1921 por Károly Rassay como el Partido Independiente de Pequeños Propietarios, Trabajadores y Ciudadanos (Függetlenségi Kisgazda Földműves és Polgári Párt , FKFPP) como un intento de movilizar a los votantes rurales a votar por el liberalismo. En las elecciones parlamentarias de Hungría de 1922 se postuló solo, ganando cinco escaños, y también en alianza con el Partido Nacional Democrático, con la lista conjunta ganando siete escaños.
Para las elecciones parlamentarias de Hungría de 1926 se presentó en una alianza electoral con el Partido Nacional Democrático  bajo el nombre de "Izquierda Unida", obteniendo nueve escaños.
Károly Rassay reconstituyó el partido en 1930 como Partido Nacional Liberal (Nemzeti Szabadelvű Párt), como un intento de construir una alternativa al gobierno conservador. En las elecciones parlamentarias de Hungría de 1931 se presentó como el "Partido Liberal Democrático Unificado", ganando cuatro escaños. En las elecciones parlamentarias de Hungría de 1935 se presentó nuevamente en alianza con el Partido Nacional Demócrata, esta vez bajo el nombre de" Oposición Liberal y Democrática ", con la alianza ganando siete escaños.
En las elecciones legislativas de Hungría de 1939, el partido, ahora rebautizado como Partido de la Libertad Cívica, se postuló solo y ganó cinco escaños. En 1944 fue disuelto por el Partido Comunista de Hungría. A finales de 1944 se volvió a fundar el partido pero como Partido Cívico Democrático.

## Desempeño electoral
| Año  | Votos  | %   | Bancas ganadas | Nota            |
| ---- | ------ | --- | -------------- | --------------- |
| 1922 | 66,653 | 5.6 | 5/245          | FKFPP           |
| 1926 | 90,132 | 7.9 | 9/245          | Izquierda Unida |
| 1931 | 45,977 | 3.0 | 4/245          | ESZDP           |
| 1935 | 72,407 | 3.7 | 7/245          | ESZDP–NDP       |
| 1939 | 58,639 | 1.6 | 5/260          | PSZP            |